# Kechnec
Kechnec (allemand : Deutschkech, hongrois : Kenyhec), est un village de Slovaquie situé dans la région de Košice.

## Histoire
Première mention écrite du village en 1220.
La localité fut annexée par la Hongrie après le premier arbitrage de Vienne le 2 novembre 1938. En 1938, on comptait 441 habitants dont 6 juifs. Elle faisait partie du district de Košice, en hongrois Kassai járás. Le nom de la localité avant la Seconde Guerre mondiale était Kehnec. Durant la période 1938 -1945, le nom hongrois Kenyhec était d'usage. À la libération, la commune a été réintégrée dans la Tchécoslovaquie reconstituée.

## Démographie

### Évolution de la population
| Année:               | 1994. | 2004.    | 2014.    | 2024.   |
| -------------------- | ----- | -------- | -------- | ------- |
| Nombre de personnes: | 841   | 961      | 1172     | 1142    |
| Différence:          |       | +14,26 % | +21,95 % | -2,55 % |

| Année:               | 2023. | 2024.   |
| -------------------- | ----- | ------- |
| Nombre de personnes: | 1140  | 1142    |
| Différence:          |       | +0,17 % |

## Économie
Sur le territoire du village de Kechnec se situe un important parc industriel de 332 hectares. Les principales firmes présentes sur le site sont:GETRAG FORD Transmissions Slovakia s.r.o., Magneti Marelli Slovakia, s.r.o.

## Transport
Le village possède une gare sur la ligne de chemin de fer entre Košice et Miskolc

## Jumelages
- Isaszeg (Hongrie)